# Жайме де Коимбра
Жайме де Коимбра или Жайме Португальский (17 сентября 1433, Португалия — 27 августа 1459, Флоренция) — португальский инфант, кардинал, епископ Арраса и архиепископ Лиссабона. Третий сын Педру, 1-го герцога Коимбры и Изабеллы Урхельской.

## Биография
В возрасте всего четырнадцати лет принял участие в битве при Алфарробейре (1449), в которой силы его отца были разбиты португальской королевской армией во главе с молодым королём Афонсу V, а сам инфант дон Педру был убит.
Жайме был взят в плен после битвы, но сбежал и вместе со своим братом Жуаном и сестрой Беатриш укрылся в Бургундии под защитой своей тётки Изабеллы Португальской (супруга герцога Филиппа III Доброго).
Жайме де Коимбра учился во Фландрии и 23 марта 1453 года был назначен епископом Арраса. По совету своей тётки он отправился в Рим, где папа Николай V, услышав о бедах семьи после поражения при Алфарробейре, решил назначить молодого Жайме новым архиепископом Лиссабона. Однако, не будучи достаточно взрослым для посвящения в сан, Жайме был назначен администратором на неограниченный срок с 30 апреля 1453 года. Учитывая политическую ситуацию в Португалии, Жайме не мог вернуться в Лиссабон, чтобы вступить в должность. Он остался в Италии и управлял своей архиепархией через генерального викария.
После смерти Николая V в начале 1455 года новый папа Каликст III повысил Жайме до кардинала-дьякона (несмотря на то, что он не достиг необходимого для назначения 30-летнего возраста), назначив его титулярным дьяконом Санта-Мария в Портике Октавии. Калликст III также дал Жайме епископство Пафос на Кипре, где его брат Жуан женился на Шарлотте Лузиньян, принцессе Кипра.
После смерти Калликста III, Жайме Португальский участвовал в конклаве, который избрал Пия II в качестве нового папы. Он стал 58-м рыцарем Ордена Золотого Руна в 1456 году.
Во время путешествия из Рима в Мантую Жайме заболел и умер во Флоренции 15 августа 1459 года. Он был похоронен в базилике Сан-Миниато-аль-Монте во Флоренции. Одни из лучших флорентийских художников создали в Сан-Миниато «Капеллу Португальского кардинала».